# Pelopia
Pelopia (gr. Πελοπεια Pelopeia) – w mitologii greckiej królewna mykeńska.
Uchodziła za córkę króla Myken, Tiestesa z rodu Pelopidów i jego konkubiny, kobiety z Myken imieniem Lidia.
Tiestes, który szukał zemsty po tym, jak jego brat, Atreus zamordował jego synów, dowiedział się od wyroczni, że tylko syn poczęty przez niego z własną córką pomści tę zbrodnię. Udał się więc do Sykionu, gdzie na dworze króla Tesprotosa mieszkała Pelopia, będąca wówczas kapłanką Ateny. W czasie nocnych ceremonii zgwałcił dziewczynę. Zgubił jednak miecz, który Pelopia znalazła. Dziewczyna zaszła w ciążę. Już ciężarną spotkał ją Atreus, zakochał się w niej i postanowił ją poślubić. Jako żona Atreusa Pelopia urodziła Ajgistosa. Kiedy po powrocie Tiestesa do Myken i konfrontacji z nim dowiedziała się, czyim dzieckiem jest jej syn, przebiła się tym samym mieczem, który odebrała gwałcicielowi.